# Жириновський Володимир Вольфович
Володи́мир Во́льфович Жирино́вський (рос. Владимир Вольфович Жириновский; до 1964 — Ейдельштейн; 25 квітня 1946, Алмати, Казахська РСР — 6 квітня 2022, Москва, РФ) — радянський та російський політик, юрист. Засновник та голова Ліберально-демократичної партії Росії (1992—2022). Депутат Державної Думи Федерального збору Російської Федерації восьми скликань (12 грудня 1993 — 6 квітня 2022), керівник фракції ЛДПР в Держдумі (21 грудня 2011 — 6 квітня 2022). Доктор філософських наук, заслужений юрист Росії, повний кавалер ордена «За заслуги».
Кандидат в президенти РФ на виборах 1991, 1996, 2000, 2008, 2012 та 2018. Перший офіційно зареєстрований кандидат у Президенти РФ 2018 року. На виборах посів 3 місце, набравши 5,65 %.
У минулому — заступник голови Думи РФ (2000–2011), засновник та голова Ліберально-демократичної партії Росії, член Парламентської асамблеї Ради Європи з 1996 до 2008 року. Відомий своїми ексцентричними, агресивними виступами, у яких часто зауважували прояви ксенофобії, імперіалізму, й українофобії.

## Життєпис

### Ранні роки життя
Володимир Вольфович Жириновський народився 25 квітня 1946 року в Алмати, Казахської РСР в родині Вольфа Ісаковича Ейдельштейна і Олександри Павлівни Макарової. Батько походив з єврейської родини із Західної України (Костопіль, Рівненська область), яка на той час була частиною Польщі. Жириновський неодноразово заявляв, що має намір викупити все місто, зокрема деревообробне підприємство, яке колись належало його діду.
Під час війни його батько з братом були евакуйовані до Алмати, де він одружився з матір'ю Володимира — Олександрою Макаровою. Зі слів Жириновського, оскільки батько не взяв радянського громадянства і залишався польським громадянином, після війни його було відправлено до Польщі. 1946 року зв'язок з ним обірвався. Пізніше батько закінчив університет у Греноблі і емігрував до Ізраїлю, де був агрономом і комерсантом.
У матері було шестеро дітей, Володимир спочатку носив прізвище Ейдельштейн, а 1964 року взяв прізвище першого чоловіка матері — Жириновський. З іншого шлюбу матері у нього ще було два брати і три сестри. На питання щодо його національності Жириновський відповів, що його «мама — росіянка, тато — юрист».

### Освіта
Після закінчення середньої школи у 1964 році, вступив до Інституту східних мов, який 1970 року закінчив з відзнакою за спеціальністю сходознавець-тюрколог. До і після закінчення інституту стажувався в Держтелерадіо та держкомітеті зі зовнішніх економічних зв'язків.

### Військова служба
Військову службу проходив у Закавказькому військовому окрузі у 1970–72. Завершивши службу 1975 року, працював референтом у радянському Комітеті захисту миру. Має військове звання «полковника».

### Кар'єра
До 1977 року працював на економічному факультеті Вищої школи профспілкового руху.
1977 року закінчив вечірнє відділення юридичного факультету Московського університету за спеціальністю «юрист».
У 1977—1983 рр. працював у Міністерстві юстиції СРСР, очолював юридичний відділ видавництва «Мир».
У 1975—1983 рр. працював у Інюрколегії.

### Політична діяльність
Політикою почав цікавитися 1988 року. Брав участь у мітингах, зустрічах різних політичних рухів і партій.
За деякими даними, є співвласником журналу «Український тиждень»[неавторитетне джерело].
2008 року — балотувався на президента РФ, посів третє місце з 9,35 %.
У грудні 2011 року, син Жириновського Ігор Лебедєв був обраний заступником Голови Думи РФ 6-го скликання, відмовився від керівництва парламентською фракцією ЛДПР. У зв'язку з цим Жириновський знову став керівником фракції ЛДПР у Державній Думі.
28 грудня 2011 року був зареєстрований учасником президентських виборів 2012 року. Посів четверте місце з 6,22 %.
З 11 липня 2012 до 6 квітня 2022 року — член Державної ради РФ. Відповідно до Указу Президента Російської Федерації від 11 липня 2012 року № 946 «Питання Державної ради Російської Федерації», керівники фракцій в Державній Думі за посадою є членами Державної ради.
На виборах президента РФ 2018 року набрав 5,65 % і посів третє місце.

### Смерть
Помер 6 квітня 2022 року, про його смерть повідомив Голова Держдуми В'ячеслав Володін під час засідання Думи. Причиною смерті став коронавірус. Похований 8 квітня 2022 року на Новодівочому кладовищі в Москві.

## Поведінка і погляди

### Агресивна поведінка
Політична діяльність Жириновського характеризується вкрай яскравими і скандальними популістськими висловлюваннями. Неодноразово звинувачувався в неповазі до опонентів, зокрема, під час передвиборних дебатів 2012 року неодноразово погрожував опонентам стратою або тюремним ув'язненням у разі приходу до влади. З ім'ям Жириновського була пов'язана низка публічних скандалів і бійок (особливо в 1994—1995 роках), які додали йому популярності серед виборців. Аналітики часто розцінюють голосування за Жириновського як прояв так званого «протестного електорату».
18 червня 1995 року вийшов випуск програми «Один на один», у якій Жириновський облив губернатора Нижньогородської області Бориса Нємцова апельсиновим соком. 9 вересня того ж року він влаштував на пленарному засіданні Держдуми РФ бійку і потягнув за волосся депутата Євгенію Тишківську зі словами «Бий суку!», потім спробував задушити. Він також встиг вдарити по обличчю депутата Ніну Волкову, яка випадково йшла повз нього.
У травні 1997 року заштовхав у свою машину журналістку Юлію Ольшанську — кореспондента телеканалу МТК. Фонд захисту гласності тоді безуспішно намагався порушити кримінальну справу проти політика.
11 березня 1998 року, у ході дискусії, спробував виступити із запереченнями на адресу представника президента Єльцина Олександра Котенкова, але спікер Геннадій Селезньов відмовив йому. Тоді Жириновський вигукнув: «Фракція, йдемо до президії!», сів у крісло голови і почав поливати водою присутніх у президії депутатів з фракції «Яблуко».
5 лютого 2002 року, на раді Держдуми РФ заявив, що громадянство РФ треба давати тільки росіянам. У відповідь депутат Борис Надєждін пожартував, що в такому випадку пану Жириновському його отримати не судилося. В ході дебатів віцеспікер кинув у Володимира склянку.
2003 року записав відеозвернення до президента США Джорджа Буша, у якому різко засудив війну в Іраці і висловив своє ставлення до нього та інших персон американської політики (Кондолізи Райс, Білла Клінтона, Моніки Левінські), використовуючи ненормативну лексику.
З 2014 (зйомка відео відбувалась в 2001) по інтернету гуляє відео, де Жириновський у вагоні поїзда дістає мисливську рушницю та з вікна стріляє по воронам.
На передвиборчих дебатах телеканалу «Россия-1» 28 лютого 2018 року сталася суперечка Володимира Жириновського з Ксенією Собчак. Коли остання сказала: «Володимир Вольфович, у Вашому віці не можна хвилюватися», Жириновський звернув на неї увагу і кілька разів образив. Собчак за це облила Жириновського водою зі склянки, за що лідер ЛДПР вилаяв Ксенію Собчак кількома нецензурними словами.

### Ставлення до України
В одному з виступів 2012 року в Держдумі Жириновський заявив, що президент України Віктор Янукович «не знає, кому себе продати дорожче», і передрік, що Янукович своїми діями може спровокувати масові акції протесту, що і сталося взимку 2013—2014 років.
24 березня 2014 року Жириновський надіслав урядам Польщі, Угорщини та Румунії пропозицію розділити Україну разом з Росією. Він запропонував провести референдум про приєднання до Польщі Волинської, Львівської, Івано-Франківської, Тернопільської і Рівненської областей, Румунії та Угорщині — Чернівці та Закарпаття, а решта мала відійти до складу Росії. На його думку, Україною повинна лишатися лише центральна частина держави.
У травні 2014 року Жириновський подарував свій особистий позашляховик «Тигр» бойовикам так званої ЛНР.
20 червня 2015 року Жириновський у прямому ефірі російської пропагандистської передачі звинуватив США у створенні так званих «ДНР» та «ЛНР», щоб викручувати з Росії гроші. Він заявив, що США не потрібно, щоб в Україні була сильна влада, а потрібні безліч «республік», за типом «ДНР» та «ЛНР», яких повинна годувати Росія.
2018 року Генеральна прокуратура України встановила факти, що підтверджують причетність вищого керівництва РФ у підтримці та матеріальному забезпеченні терористичних організацій Луганська і Донецька. У жовтні 2018 обвинувальний акт за ч. 3 ст. 27 3 ч. ст. 258-5 Кримінального кодексу України вручено захисникам Жириновського, Діденка та Дегтярьова і направлено до Шевченківського районного суду міста Києва для розгляду.
У грудні 2021 року Жириновський закликав РФ розпочати в ніч з 31 грудня 2021 року на 1 січня 2022 року бомбардування України.

## Міжнародні санкції

Країни, де Жириновський перебував під санкціями

Був внесений у Чорний список Євросоюзу 12 вересня 2014 року. Рада Європейського союзу зазначила, що як член Ради Держдуми, голова партії ЛДПР Жириновський активно підтримав розміщення російських збройних сил в Україні і анексію Криму; активно виступаючи за розділ України, від імені партії підписав угоду з «Донецькою народною республікою».. Був внесений і до списку санкцій Канади 28 квітня 2014 року.

## Наукові ступені та звання
- Доктор філософських наук. В квітні 1998 року на вченій раді МДУ Жириновський захистив докторську дисертацію на звання доктора філософських наук на тему «Минуле, сьогодення та майбутнє російської нації».

Володимир Жириновський також був:
- Професором міжнародного права МДУ;
- Професором соціологічного факультету МДУ;
- Професором Московського державного відкритого університету;
- Почесним професором низки інших вищих навчальних закладів;
- Академіком Міжнародної академії екології та природокористування;
- Дійсним членом Міжнародної академії інформатизації;
- Почесним академіком Академії природознавства;
- Академіком Академії соціальних наук.

Як заявив із посиланням на науковців депутат Держдуми РФ від партії «Справедлива Росія» Ілля Пономарьов, докторська дисертація Жириновського являє собою «80-сторінковий конспект художньо-публіцистичних творів самого Жириновського». Він додав, що при захисті в МДУ 1998 року половина ради ВАК на знак протесту покинула свої місця в залі. А ті, хто залишився, — отримали хабаря.
18 лютого 2013 року Пономарьов направив запит генпрокурору Росії Юрію Чайці, у якому просив перевірити законність захисту дисертації лідером ЛДПР. Слідчий комітет Російської Федерації почав перевірку законності присудження Жириновському докторського звання.

## Стан здоров'я
Починаючи з 1990-х років, низка фахівців-психологів та психіатрів, у тому числі психіатр-криміналіст Михайло Виноградов (РФ), спеціаліст незалежної психіатричної експертизи Дмитро Шевельов (РФ) та інші ставили під сумнів стан психічного здоров'я Жириновського.
12 лютого 2013 року, в інтерв'ю російському інформаційному телеканалові «Дождь», Жириновський докладно розповів про те, яким він бачить свій похорон.
9 лютого 2022 року, згідно з повідомленнями ЗМІ, Жириновський потрапив до лікарні з коронавірусом. За їхніми даними, 75-річний політик ще 2 лютого опинився у Центральній клінічній лікарні м. Москви із захворюванням на омікрон-варіант SARS-CoV-2 та серйозним ураженням легенів — близько 50-75 %. Стан Жириновського оцінювався як важкий.
25 березня 2022 року з'явилась новина про його смерть. «Володимир Жириновський помер сьогодні о 10:45 ранку. Останню добу політик провів у комі», — йшлося у повідомленні. Цю інформацію спростували російські чиновники, однак вона набула широкого розголосу в інтернеті.
Помер 6 квітня 2022 року у віці 75 років.

## Пам'ять
2022 року у місті Москва з'явилася вулиця Жириновського.
2023 року у місті Краснодар з'явилася вулиця Жириновського.